# Club de Deportes Unión La Calera
El Club de Deportes Unión La Calera es un club de fútbol de Chile de la ciudad de La Calera, Región de Valparaíso. Desde la temporada 2018 juega en la Liga de Primera de Chile.
Fue fundado como «Club de Deportes La Calera» el 26 de enero de 1954, luego de la fusión de tres equipos de la ciudad, «Cóndor», «Calera Comercio» y «Tifón». Al año siguiente este equipo se unió con el «Club de Deportes Melón» —surgido a su vez de la fusión de los clubes «Cemento Melón» y «Minas Navío»—, para así formar al «Club Deportivo Unión La Calera».
Luego de pasar cerca de un lustro en el fútbol profesional, obtuvo su primer ascenso a Primera División en 1961, categoría en donde permaneció hasta 1974. En 1985 retornó a la división de honor, pero descendió en la siguiente temporada a causa de un mal desempeño en un torneo de apertura (Copa Chile 1986) y no pudo jugar el torneo principal de Primera División en aquel año. De ahí deambuló por Segunda y Tercera, hasta retornar a la máxima categoría en el año 2011, y en 2018, tras un breve paso por la división de ascenso. En su palmarés cuenta con tres títulos de Primera B y dos de Tercera.
El color que identifica al club es el rojo, presente en su uniforme desde la formación como Unión La Calera y disputa sus encuentros como local en el Estadio Municipal Nicolás Chahuán Nazar.
En el Campeonato Scotiabank 2018, Unión La Calera realizó una de sus mejores campañas de su historia, donde incluso, estuvo a dos puntos del puntero Universidad Católica en la fecha 21, al estar con 42 puntos, dos menos que Católica, ubicándose en el segundo lugar, clasificándose en ese momento a la Copa Libertadores 2019. Sin embargo, el equipo calerano sufrió un declive al perder 8 partidos seguidos (Fecha 22 - Fecha 29) hasta que en la última fecha, empató de visitante 1-1 con Unión Española, lo que marcó la clasificación de Unión La Calera a un torneo internacional por primera vez en su historia, la Copa Sudamericana 2019.
En el año 2020, el cuadro cementero realizó la mejor campaña en su historia en Primera División, peleando fecha a fecha el campeonato ante Universidad Católica, club que finalmente se consagraría campeón. El subcampeonato de Unión La Calera le bastó para clasificarse por primera vez en su historia a la Copa Libertadores 2021.
En 2021, quedaría 4° en el torneo local, lo cual le aseguraría el cupo en la fase previa de Copa Sudamericana, en donde haría la mejor presentación de su historia en copas internacionales, igualando en fase de grupos, en puntos y en diferencia de goles con Santos F.C., quien clasificaría a la siguiente instancia por un gol a favor.
En 2022, Unión La Calera quedó en la posición 11°, como consecuencia no pudieron clasificar a la Copa Sudamericana 2023, y pese a que no lograron su mejor campaña como en años anteriores, pudieron mantener la categoría salvándose del descenso a Primera B por cuarta vez.

## Historia

### Inicios
El Club Deportivo Unión La Calera fue fundado el 15 de abril de 1955. Su luz la vio nacer luego de la fusión de 5 clubes; Calera Comercio, Cemento Melón, Cóndor, Minas Navío y Tifón. En la actualidad se celebra como fecha oficial de fundación el 26 de enero de 1954.
En un comienzo se fusionaron los clubes Cóndor (el principal artífice con la idea de llegar al fútbol profesional), Calera Comercio y Tifón por un lado. Estos equipos formaron el "Club de Deportes La Calera" el 26 de enero de 1954 (camiseta y escudo de color azul). Por otro lado, el archirrival de todos los equipos caleranos de esa época; el Cemento Melón, intentó de manera paralela ingresar al fútbol profesional, solicitud que le fue rechazada. En un intento por revertir tal situación, se fusionó con el Minas Melón y Minas Calera, formando el "Deportes Melón".
Luego de la aceptación de Deportes La Calera para ingresar al fútbol profesional se conformó un equipo con jugadores solo de los equipos fusionados. La carrera del Deportes Calera en el fútbol profesional se venía cuesta abajo ya que el público no respaldaba y la cantidad de socios se mantenía baja. El poderío económico del Deportes Melón y la necesidad de ingresos de La Calera llevó a la instancia de optar por una nueva fusión: la de "Deportes La Calera" y el "Deportes Melón".
En primera instancia, los "románticos" dirigentes no se decidían por tal fusión, sin embargo primó la cordura y es así como nace lo que hoy conocemos como el Club "Unión" de La Calera. Se cambió la camiseta por el color rojo y se diseñó un nuevo escudo para la institución (el actual), con una "U" en el centro de color blanco (Cemento Melón), fondo azul (Cóndor y Tifón) y verde (Minas Navío) y el nombre de la ciudad en blanco con fondo rojo (Calera Comercio).
La primera directiva que estuvo a cargo del cuadro rojo fue conformada en la Presidencia por el entonces Alcalde de La Calera Ramón Aravena Laborde, como Vicepresidente estuvo Nicolás Chahuán Nazar (en su honor el estadio Municipal lleva su nombre), el Tesorero fue Sergio Olave, Protesorero Luis Herrera, Secretario Julio Rolando Escobar, Prosecretario Heraldo Cabezas y sus primeros Directores fueron Alberto Caso, Manuel García, Hernán Latorre, Manuel Rubilar, Juan Silva, Froilán Vergara y Sergio Zelaya.

### Años 1950
Los años en el ascenso para Unión La Calera comenzaron en 1955 jugando junto a 8 equipos. El torneo se llevó a cabo en 3 ruedas y el cuadro cementero se consagró subcampeón, mientras que su clásico rival San Luis fue el campeón por un punto en ese año. En 1956, en un torneo con 8 equipos también, los rojos obtuvieron el tercer lugar. Para el año 1957, el torneo de ascenso contaba con 10 equipos resultando los rojos nuevamente terceros. En 1958, marcó una baja en las campañas rojas y se obtuvo solo el cuarto lugar. En 1959, el equipo fue dirigido por el director técnico Donato Hernández, logrando un tercer lugar con el equipo.

### Años 1960
En 1960, Unión La Calera obtuvo la quinta posición en la Segunda División. El primer ascenso del cuadro rojo (a Primera División) fue en el año 1961, con un total de 22 partidos jugados, los cementeros consiguieron 14 triunfos, 6 empates y solo 2 derrotas. Ascendió al ganarle a San Bernardo Central, sin embargo para alcanzar el campeonato le ganó a Ñublense en Chillán por 1-0 con gol de Moisés Silva. En 1962 ya en la división de Honor, los rojos obtuvieron el décimo segundo puesto (18 equipos en total) con 12 partidos ganados, 5 empates y 17 derrotas. Para el año 1963, los cementeros lograron la decimocuarta ubicación de 18 equipos. Este año marcó la presencia de varios juveniles que estuvieron en el primer equipo. El año siguiente los rojos vieron desfilar por sus filas  jugador más grande que ha dado Chile: Elías Figueroa. En esa época, Elías con solo 17 años, deslumbró por su juego y su imponente físico que lo hacían ver como un verdadero "crack". En ese campeonato, los rojos obtuvieron la novena posición. En 1965, con la figura de Moisés Silva entre sus filas, logró salvarse del descenso terminando decimoséptimo. Corría el año 1966 y en La Calera se instalaban otros históricos de los cementeros: Abel González, Osvaldo Castro y Manuel Saavedra. Esa temporada, a pesar de los buenos jugadores con que se contaba, se llegó en la décima posición.
Para el año 1967, los rojos estuvieron nuevamente en las penurias del descenso, se salvaron por un punto de descender, sin embargo, las buenas noticias se asentaron ese año para jugadores rojos. Manuel Saavedra, Osvaldo Castro y Fidel Zuleta fueron convocados a la Selección Nacional. En 1968 se jugó un torneo por zonas, dividido en 2 grupos: Metropolitano y Provincial. En el torneo provincial los cementeros lograron la octava posición. Allí ganaron 6 partidos, empataron 5 y perdieron 7. Luego en la ronda final (jugó por no descender) terminó penúltimo por sobre Unión San Felipe. En esa ocasión, de 6 partidos, ganó 2, empató 1 y perdió 3. En el año 1969 se jugó el mismo sistema de campeonato, o sea, por zonas, en donde la etapa provincial arrojó para La Calera la quinta posición. Sin embargo, en la segunda etapa por no descender, los rojos llegaron en la décima posición.

### Años 1970
El año 1970, fue el año más dramático para los rojos, ya que debieron luchar la permanencia con Palestino en dicho torneo dividido por zonas (ambos fueron últimos en los grupos A y B). En el primer partido, Palestino derrotó a Unión La Calera en Santa Laura. En la revancha, ganaron los rojos en el Estadio de La Calera. En el partido definitorio, jugado en el Estadio Sausalito, se impuso La Calera por 2-1.
La mejor actuación de los cementeros fue en 1971, donde ocupó el sexto lugar, con 34 partidos jugados, 12 ganados, 12 empatados y 10 perdidos, con 51 goles a favor y 47 en contra, logrando 36 puntos (10 menos que el campeón). Entre las filas de Unión La Calera se lucían Irineo Casco, Pedro Graffigna, Germán Concha, Guillermo Duarte, Elvio Porcel de Peralta, Felipe Bracamonte, Aníbal Grisetti y Manuel "El Mago" Saavedra.
En el año 1972, en un plantel donde la experiencia y la juventud se juntaban para defender los colores rojos, se llegó en la decimotercera posición. Otro campeonato histórico para los cementeros fue el del año 1973, en donde jugaron por la escuadra calerana jugadores como Juan Verdugo, Héctor Olivos, Manuel Cataldo, Alejandro Mesías y Ricardo Díaz, los rojos terminaron en la 10.ª posición. Para el año 1974, y luego de 13 años en Primera División, Unión La Calera, de la mano del director técnico José María Lourido, no pudieron mantener la categoría y además de los problemas futbolísticos, se unieron los problemas dirigenciales que hicieron sacar pasajes al ascenso muchas fechas antes del término del torneo.
Los años venideros fueron fechas difíciles para la institución. A pesar de que en el campeonato del 75, los rojos se mantuvieron en la medianía de la tabla, se había asentado una crisis institucional que llevaron a pensar en la idea del receso e incluso más, la desaparición. A los jugadores se les entregó un sueldo por parte de la Municipalidad (Plan de Empleo Mínimo) que se involucró en el tema. La situación no daba para más, es por eso que la ACF (Asociación Central de Fútbol) tuvo que intervenir. El exdirigente de Santiago Wanderers Jorge Lafrentz se hizo cargo de la situación, estuvo un año en el club y fue muy poco lo que pudo lograr. Sin embargo, figuras como Héctor "El Negro" Díaz  asomaban en las filas de los cementeros.
Ya en 1977, Lafrentz tuvo que convocar a varios caleranos antiguamente ligados con el club. Pidió de manera expresa que se hicieran cargo del club, porque de otra forma desaparecería. Arturo Arancibia, René Duran, Arturo Chahúan, Nicolás Chahúan, Nelson Ponce, en un equipo de personalidades de La Calera, asumieron el desafío. En ese año asomaban buenas figuras como Osvaldo Vargas y Francisco Ugarte. En 1978, se realizó una campaña correcta que dejó a los rojos en la medianía de la tabla al igual que en el año 1979, pero con unas cuantas diferencias en el plantel: aparecían Marco Antonio Figueroa, Juan Carlos Vera y se consagraban figuras como Osvaldo ''Papudo'' Vargas y Héctor "El Negro" Díaz.

### Años 1980
Los años 1980 y 1981 fueron de transición y de renovación para los rojos, lo que sirvió para formar una base sólida para el año 1982, en donde, bajo la dirección técnica de Alfonso "Chepo" Sepúlveda, el cuadro rojo jugó la liguilla de promoción junto con Palestino, Unión Española y Cobresal. Lamentablemente solo se obtuvieron 2 puntos (todos contra todos) y no logró el ascenso. En 1983 se hizo una campaña buena que lo tuvo como protagonista del campeonato de ascenso.
En el año 1984, en la presidencia estaba Nicolás Chahuán Nazar, en la dirección técnica Alfonso Sepúlveda, y en la cancha jugadores como Jorge Alarcón, Cristián Jélvez, Abraham Giadalah, Jorge ''Kiko'' Chahuán, Freddy Zurita, Juan Carlos Vera y más. Ese campeonato se dividió en 2 grupos y al final de la temporada, debían ascender, luego de una liguilla, los campeones de cada serie. Los rojos lograron el segundo lugar en su grupo tras Unión Santa Cruz y debieron disputar su ascenso a Primera División con los cuadros de Curicó Unido, Unión Santa Cruz y Súper Lo Miranda, con partidos en Rancagua, Sausalito y Santa Laura. Los rojos ganaron los 3 partidos y el 21 de noviembre de 1984, luego de haber derrotado a Súper Lo Miranda en Santa Laura con gol de Juan Santibáñez a los 17 minutos y de tiro libre, los rojos volvían a Primera División. La fiesta duró toda la noche en La Calera, con más de diez mil hinchas invadiendo las calles. Sin embargo, todavía no se definía el campeón, fue por esto que se debió enfrentar a Deportes Concepción (el otro ascendido) en 2 partidos en los cuales los rojos ganaron como local por 3-0 y de visita lograron un empate 2-2 lo que los coronó como el campeón del torneo de ascenso.
El campeonato de 1985 tuvo a Unión La Calera como protagonista de la Primera División. Los cementeros quedaron décimos entre 18 equipos. Para el año siguiente, 1986, las cosas cambiarían. Se jugó un campeonato de apertura (Copa Chile 1986), en donde el formato era por grupos, y el último de la tabla (con peor rendimiento o puntaje) de dichos grupos debía descender. A pesar de haber mantenido buena parte del plantel de los años anteriores, hubo problemas deportivos. El 25 de mayo de dicho año, y perdiendo frente a Cobreloa, Unión La Calera se despedía de la división de honor por segunda vez en su historia y no pudo jugar el campeonato de primera división de dicho año. La crisis hizo rápido efecto y los pocos jugadores que quedaron de años anteriores, emigraron a otros clubes.
En Unión La Calera hubo elecciones y lo que quedaba del plantel debió prepararse para enfrentar el campeonato de Segunda División. Sin embargo, los caleranos estaban envueltos en una crisis que los llevaría con los años, mucho más abajo. En los años siguientes, Unión La Calera solo luchó por mantener la categoría. Una larga sucesión de directivas y entrenadores daba cuenta de una crisis institucional y deportiva.
El final de la temporada de 1989 - que terminó fatalmente para los "rojos" el 9 de febrero de 1990 - fue solo el fin de una agonía. Luego de perder con General Velásquez, Unión La Calera descendía a Tercera División por primera vez en su historia y dejaba de ser un club de las ligas profesionales.

### Años 1990
En 1990, los caleranos de la mano de Manuel Gaete, salieron del pozo negro de los potreros, el empate a dos goles en Santa Cruz como visita (con goles de Luis Hernán "Zorro" Salinas y Jorge Rivera), a falta de una fecha y con tres puntos de ventaja sobre el mismo rival, marcan el ascenso a la Segunda División. En los años posteriores, pasaron por Unión La Calera jugadores como Mauricio Zamora, Luis Martínez, Hernán Ríos, Pablo Millán, Cristhian Bahamondes, Patricio Mártin, Héctor Díaz, Alfredo Núñez Mendoza, Arnoldo Hidalgo, Waldemar Méndez y Claudio Valz entre otros. Es así como incluso, en 1994 los rojos llegaron a octavos de final de la Copa Chile. A pesar de esto, el equipo se vio en varias temporadas disputando solo los últimos lugares de la tabla.
En 1995, los problemas económicos y deportivos que se arrastraban desde 1994 hicieron sucumbir la institución. Fue un domingo 3 de diciembre, luego de una derrota con Unión San Felipe, cuando los rojos bajaban por segunda vez a Tercera.
Una vez más la crisis se había apoderado de Unión La Calera. Nadie quería hacerse cargo del club, que debía jugar en la tercera división. Sin embargo, un grupo de caleranos comprendió la importancia que la institución tenía para la ciudad. Algunos, como Arturo Chahuán, ya tenían experiencia en crisis. Se unieron a él varias personalidades de la ciudad que bosquejaron un plan a corto plazo, que comenzaba por salir de la tercera división.
Pese a todo esto, la campaña 1996 (con un plantel muy competitivo) dejaría a los rojos fuera del fútbol profesional al no poder encumbrarse en el primer lugar de la liguilla de ese año, la cual ganó Santiago Morning. En 1997, los rojos disputaron otra vez la liguilla por el ascenso. Fue esta vez frente a la Universidad de Concepción, Barnechea y Deportes Colchagua, donde los rojos tampoco pudieron encaramarse en el primer lugar, dando paso a otro año más en el fútbol amateur.
En año 1998, los rojos terminarían segundos en el Grupo Norte de la Tercera División, por detrás de Trasandino, clasificando ambos (junto a 2 equipos más) a la liguilla final. Fue en dicha liguilla cuando Unión La Calera solo rescató 1 punto de 18 posibles. Para el año 1999, los cementeros hicieron una gran campaña en el grupo norte, alcanzando el primer lugar de dicho grupo, perdiendo solo un partido en la fase regular y anotando 71 goles en 27 partidos. El primer lugar del grupo, junto a los 5 que venían atrás, dio paso a la liguilla final del Grupo Norte, donde los rojos ganaron los últimos 4 partidos de esa liguilla (San Luis, Trasandino, Universidad Católica B, Deportes Copiapó) pasando a la gran final a disputarse frente al ganador de la liguilla del Grupo Sur, Deportes Talcahuano. Lamentablemente, Unión La Calera llegó a disputar un partido de definición (ganó en La Calera, perdió en Talcahuano) efectuado en San Fernando, donde los choreros se impusieron por 1-0.

### Años 2000
En el año 2000 sería un campeonato diferente. Asumió la presidencia de Unión La Calera, don Alexis Chahuán. Se contrató como Director Técnico al ex seleccionado nacional Rodolfo Dubó y se conformó un equipo joven con algunos hombres de experiencia. Luego de ser campeón del Grupo Norte (perdiendo 1 solo partido), ganó además la liguilla final (que conformaba junto a Deportes Copiapó, Iberia y Constitución Unido) y se consagró campeón un 7 de diciembre con un lleno total en el Estadio Municipal, venciendo a Deportes Copiapó por 2 goles a 1.
El nuevo siglo encontró a Unión La Calera en la Primera B. Se contrató en 2001 a Horacio Rivas como entrenador de los rojos. A varios de los que habían hecho la hazaña de subir desde Tercera, se sumaron nombres importantes como Waldemar Méndez, Luis Abarca, Francisco Pinto, Juan Salinas, entre otros. El equipo terminó la temporada en el sexto lugar. Al año siguiente, en 2002, Manuel Gaete estuvo al mando del equipo. Hubo que comprimir los gastos y no hubo muchos refuerzos. De todas maneras (y con el cambio de Hernán Ibarra por Gaete en el mando técnico) Unión La Calera terminó sexto ese campeonato. Para el año 2003, se contrataron los servicios de Luis Marcoleta, quién trajo varios refuerzos los cuales realizaron una muy buena primera parte de campeonato, que sin embargo se diluyó al final por constantes lesiones que determinaron que ese año Unión La Calera finalizara en la undécima posición de la tabla.
Para el año 2004, de la mano de Alfredo "Torpedo" Núñez y su preparador físico Enrique Arriaza, y junto con una base de jugadores jóvenes y la gran manija de Héctor Pericás en el mediocampo rojo, Unión La Calera alcanza la liguilla final de la Primera B, quedando al margen de ascender a la primera división solo por diferencia de goles (ascendieron Deportes Melipilla y Deportes Concepción). En el año 2005, los rojos siguieron al mando de Nuñez, quién contó con muy pocos refuerzos y debió ver partir a Héctor Pericás, Díaz y González a San Marcos de Arica. Muchos jugadores recibidos a préstamo además que una muy irregular campaña (que incluyó además a Nicola Hadwa como DT cementero, quien abandonó el buque asumiendo interinamente Ortega en la banca roja). Camilo San Martín sintetizaba a un diario de la zona esa temporada: "Fue un pésimo año en lo deportivo, no se lograron las metas y en lo económico también fue desastroso, ya que el público no nos respondió. Ahora nos dedicaremos a ordenar administrativamente nuestra institución, de acuerdo a la nueva legislación".
En el año 2006, nuevamente Alfredo Núñez y su preparador físico Enrique Arriaza, se hacían cargo del plantel calerano, luego de intensas conversaciones en esa época con potenciales inversionistas por parte de la regencia cementera. Una campaña bastante irregular que tuvo como salvavidas a Hernán Ibarra nuevamente dirigiendo a los rojos, clasificando a Unión La Calera para el octogonal final, sin embargo, tal como le habían encomendado a Ibarra, Unión La Calera se salvó del descenso y pasó un año más a jugar en la B. Para la temporada del año 2007, Unión La Calera (ya como SADP) continúo el proceso con Hernán Ibarra al mando, quien conforma su equipo con jugadores conocidos y dirigidos por él, como Patricio Gutiérrez, Juan Ramón ''Cachete'' Orellana, Rodrigo ''Chino'' Corrales, Pizarro y manteniendo a Durán y Ariel ''Fantasmita'' Pereyra a petición del técnico. En ese año las cosas comenzaron muy bien, sin embargo con el correr de los partidos, los rojos comenzaron a diluirse incluso cambiando de DT en 2 ocasiones, primero fue Claudio Nigretti, al irse este, interinamente toma el mando Alexis Ortega el cual dirigió un par de partidos y finalmente terminó con el equipo Jorge Socías. Un quinto lugar para 11 equipos fue el resumen de la temporada 2007 para Unión La Calera.
Llegó así el año 2008, y la administración roja se propuso conformar un plantel competitivo. Partiendo por contratar un director técnico de renombre como Jorge Socías (con intervenciones en el ascenso con Everton y Cobresal) y jugadores de la talla de Joel Estay, Marco Plaza, Sandro Da Silva, Claudio Silva da Fonseca ''Carioca'', Gustavo Semino (estos 2 últimos al final del torneo). La campaña, al igual que en 2007, comenzó muy bien. Sin embargo, con el correr de los partidos, Unión La Calera comenzó a mostrar debilidades sobre todo en condición de local, problemas que no se pudieron superar y llevaron a la "renuncia" de Socías a la banca calerana. Fue de esta manera como asumió Jorge Contreras,novato en las lides como DT y que tuvo una racha positiva que lamentablemente no alcanzó para pelear el ansiado ascenso a la división de honor. La Copa Chile fue lo más rescatable de 2008, si se puede decir así, ya que llegó hasta octavos de final. Primeramente deja en el camino a Deportes Santa Cruz, elenco militante de la Tercera División, luego elimina al campeón vigente del fútbol chileno Everton por penales, esto le da la opción de enfrentar a Colo-Colo en el Estadio Nicolás Chahuán, donde se congregó una gran cantidad de aficionados, que vieron como en el último minuto la visita empata a tres y después elimina a los rojos por lanzamientos penales.
Para la temporada del año 2009, se mantuvo la base del plantel de 2008 de Unión La Calera, incorporándose nombres como Luis Medina, Alejandro González, Luis Godoy, Hernán Madrid y Héctor Pericás, entre los 10 refuerzos de ese año. En ese tiempo no tiene una buena participación y surgen algunos conflictos internos como el del técnico argentino Víctor Milanese Comisso y el delantero Joel Estay.

### Años 2010

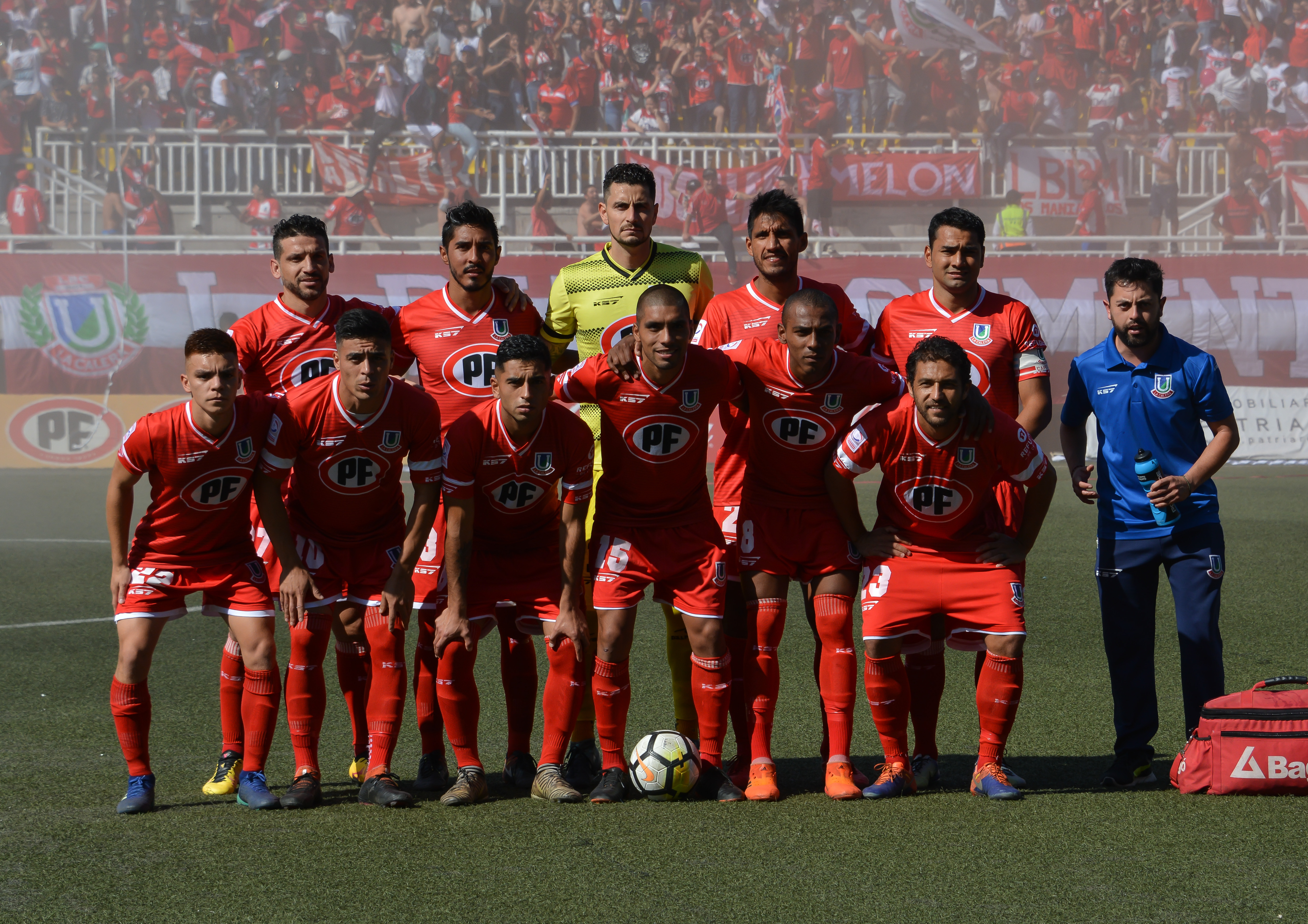
Formación de Unión La Calera en 2018

Durante el año 2010, el elenco calerano se sacude de todas las complicaciones de la temporada anterior. De la mano del ex entrenador de Deportes Melipilla, Emiliano Astorga, de la presidencia de Sergio Jadue y con el arribo de varios jugadores de experiencia en el ascenso como Lucas Giovini, Boris Aravena, Octavio Pozo, Hugo Bascuñán, Gonzalo Barriga, Rodrigo Pereira y Alejandro Risso, Unión La Calera realiza una gran campaña. A mediados de año clasifica a la fase final del torneo en la segunda ubicación del Grupo Norte tras Deportes Antofagasta, quien solo lo superó debido a que tenía más partidos ganados.
Ya en la etapa final, el club demostró solidez y logró un gran rendimiento, finalizando como subcampeón de la categoría, detrás de Municipal Iquique, al vencer a Lota Schwager por 2-1 en el Estadio Municipal Nicolás Chahuán Nazar, con dos tantos del delantero argentino Ariel Pereyra. Con esto, Unión La Calera logró su ansiado regreso a Primera División luego de 25 años.
En su regreso a la Primera División en 2011, el conjunto calerano dio la gran sorpresa al derrotar por 2-1 en el Nicolás Chahuán al último campeón Universidad Católica en la fecha 3 del Torneo de Apertura 2011. Al correr de las fechas, los cementeros demostraron gran rendimiento, sobre todo jugando de local (su única derrota en esa calidad fue ante la Universidad de Chile disputado en el Estadio Sausalito de Viña del Mar), además de un gran poderío defensivo que lo llevó a ser el cuadro menos batido del campeonato. Con estos resultados clasificaron a la etapa de play-offs para luchar por el título, ocupando el sexto lugar en la tabla general.
Su primer rival en cuartos de final fue la Unión Española, cuadro de sólida campaña y candidato a adjudicarse el torneo. Los cementeros vencieron a los hispanos por 1-0 con gol de Ángel Carreño en el partido de ida disputado en la V Región. En la vuelta, los caleranos consiguieron un valioso 0-0, que los clasificó de manera inmediata la semifinal del certamen. En aquella instancia se encontró nuevamente con Universidad Católica, ganándole el primer partido por 2-1, con tantos de Francisco Bahamondes y Gonzalo Barriga para Unión La Calera y el descuento de Milovan Mirosevic para los cruzados. En la revancha, que se jugó en el Estadio San Carlos de Apoquindo, el equipo rojo no pudo con el campeón vigente y cayó por 0-1 gracias a un cabezazo del juvenil universitario Enzo Andía. A pesar de la derrota, la campaña fue considerada como histórica, pues el club recientemente ascendido realizó actuaciones destacadas y estuvo muy cerca de la gloria.
En el Torneo de Clausura, Unión La Calera finaliza en el séptimo puesto y nuevamente clasifica a play-offs. En esa ocasión se enfrentó a Cobreloa, quien era el segundo clasificado. En el primer partido, jugado en La Calera, el equipo cementero cayó 0-1, mientras en la vuelta, y en un ajustado encuentro disputado en la altura de Calama, perdió por 3-4, en el cierre de una de las temporadas más exitosas del club.
En el año 2016, Luego una magra campaña, incluyendo cambio de técnico, llegaba la penúltima fecha, en la cual necesitaba con urgencia un triunfo para salir del fondo de la tabla, solo obtuvo un empate con Universidad de Chile a 2-2, con esto Unión La Calera quedó virtualmente descendido a Primera B, ratificandose en la última fecha al caer por 2-4 de local frente a Deportes Iquique, así finalmente se consumó el retorno del cuadro Cementero a la Serie B del fútbol chileno.
De vuelta en Primera B, el cuadro calerano obtuvo una pobre campaña, ya que consiguió 18 puntos de 84 posibles, y quedó en el fondo de la tabla, a 10 puntos del cuadro que se encontraba en penúltima posición, Iberia. En la temporada 2016-17 no hubo descenso a la Segunda División, por lo que Unión La Calera debía hacer una buena campaña en el Transición 2017 para zafar del descenso.

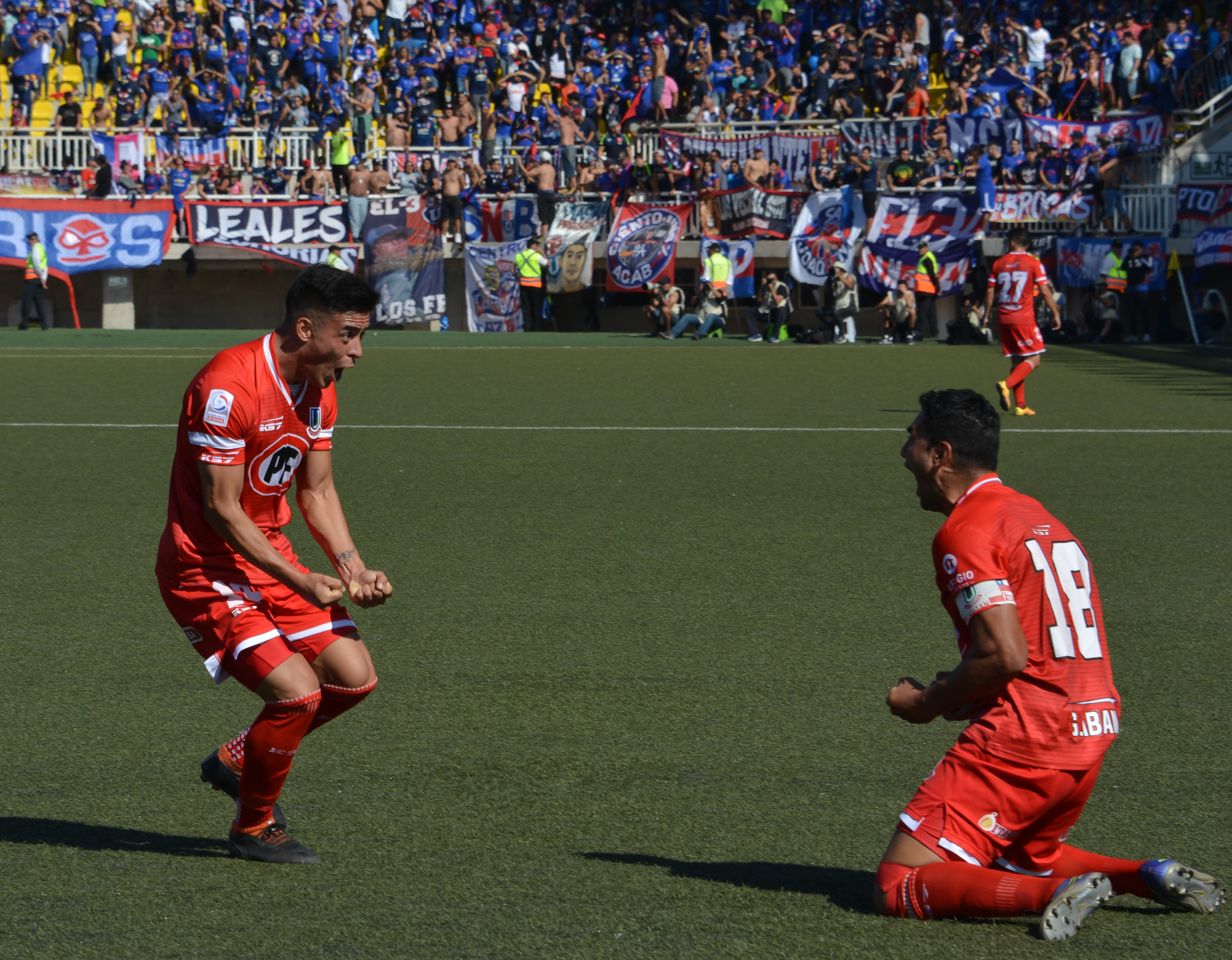
Brian Fernández celebrando junto a Gonzalo Abán uno de los goles en el histórico triunfo de la Calera por 6-1 sobre Club Universidad de Chile.

En el Transición, junto con la llegada del entrenador Víctor Rivero, se realizó una reestructuración completa del plantel, y comenzaron a llegar los buenos resultados. A falta de dos fechas del final, Unión La Calera se consagró como campeón del Torneo de Transición, con la victoria por 1 a 0 de Unión San Felipe a Deportes La Serena, uno de sus perseguidores en la tabla. Sin embargo, la campaña anterior fue tan mala para el club que aún podía descender por la tabla de coeficiente de rendimiento. A la fecha siguiente, con un triplete de Rafael Viotti, Unión La Calera derrotó por 3 a 1 a San Marcos en Arica, y evitó cualquier opción para bajar a Segunda División.
Al consagrarse campeón del Transición 2017, Unión La Calera tuvo derecho a jugar una final con el cuadro que obtuvo la segunda mayor cantidad de puntaje en la temporada 2016-17, el mismo San Marcos de Arica, para llegar a disputar un encuentro con el último clasificado de la tabla de coeficientes de Primera por el ascenso. A pesar de inclinarse por 0 a 1 en el primer partido, dio vuelta la llave al ganar de local por 2 a 0, y así clasificar a la llave definitoria por el ascenso ante Santiago Wanderers. En la promoción por el ascenso, el cuadro cementero perdió en la ida 0-1 y en la vuelta en Valparaíso, ganó agónicamente 1-0 e igualó el marcador global 1 a 1 frente a Wanderers, por lo que obligó a un desenlace con tiros desde el punto penal, que los favoreció por 5 a 4. Con esto, Unión La Calera volvió a Primera División.
En el Campeonato Scotiabank 2018, el equipo realizó una gran primera rueda, destacándose como hito, y haciendo de local en el Estadio Lucio Fariña de Quillota, su goleada por 6-1 a Universidad de Chile el 22 de abril de 2018, siendo la primera goleada por 6 goles contra uno de los equipos grandes del país y la tercera mayor goleada de Unión La Calera en Primera División. La primera rueda terminaría en tercer lugar y teniendo como gran figura al argentino Brian Fernández, quien tras ello, fue traspasado al Club Necaxa de México. Unión La Calera realizó una de sus mejores campañas de su historia, donde incluso, estuvo a dos puntos del puntero Universidad Católica en la fecha 21, al estar con 42 puntos, dos menos que Católica, ubicándose en el segundo lugar, clasificándose en ese momento a la Copa Libertadores 2019. Sin embargo, el equipo calerano sufrió una declive al perder 8 partidos seguidos (Fecha 22 - Fecha 29) hasta que en la última fecha, empató de visitante 1-1 con Unión Española, lo que marcó la clasificación de Unión La Calera a un torneo internacional por primera vez en su historia, la Copa Sudamericana 2019.

### Años 2020
El año 2020, el cuadro cementero realizó la mejor campaña en su historia en Primera División, peleando fecha a fecha el campeonato ante Universidad Católica, club que finalmente se consagraría campeón. El subcampeonato de Unión La Calera le bastó para clasificarse por primera vez en su historia a la Copa Libertadores 2021.
En 2021, tras una gran campaña en el torneo chileno, 15 victorias, 3 empates le bastarían para quedarse con el cuarto puesto de la tabla de posiciones, asegurando cupo en fase de grupos Copa Sudamericana 2022, a la cual accedería tras un partido de ida y vuelta contra otro club compatriota.
La campaña de La Calera en la edición 2022 de la Copa Sudamericana quedaría en la historia como su mejor presentación en copas internacionales. En fase previa se enfrentaría al Club Deportivo Ñublense por su cupo en fase de grupos. El partido de ida concluiría sin goles; sin embargo La Calera obtendría el triunfo en la vuelta por 2 a 1.
Ya en fase de grupos, compartiría serie con el gigante Santos Fútbol Club, el argentino Club Atlético Banfield y la Universidad Católica de Quito, quien venía de la fase previa Libertadores. Una muy reñida campaña, tras ganar dos partidos en casa, un empate contra Santos en Valparaíso y obtener una ponderable victoria en Argentina, mas un empate en Quito pondría a La Calera como cabeza de serie codo a codo con el club brasilero, no solo igualando en puntos, sino también el gol diferencia. En esta edición de la copa y por primera vez, sólo clasificaba a octavos el primero de cada grupo, por lo que el club santo dejaría a una memorable Unión La Calera en el camino, únicamente por sus 7 goles a favor, contra los 6 que tenía el cuadro chileno.

## Escudo

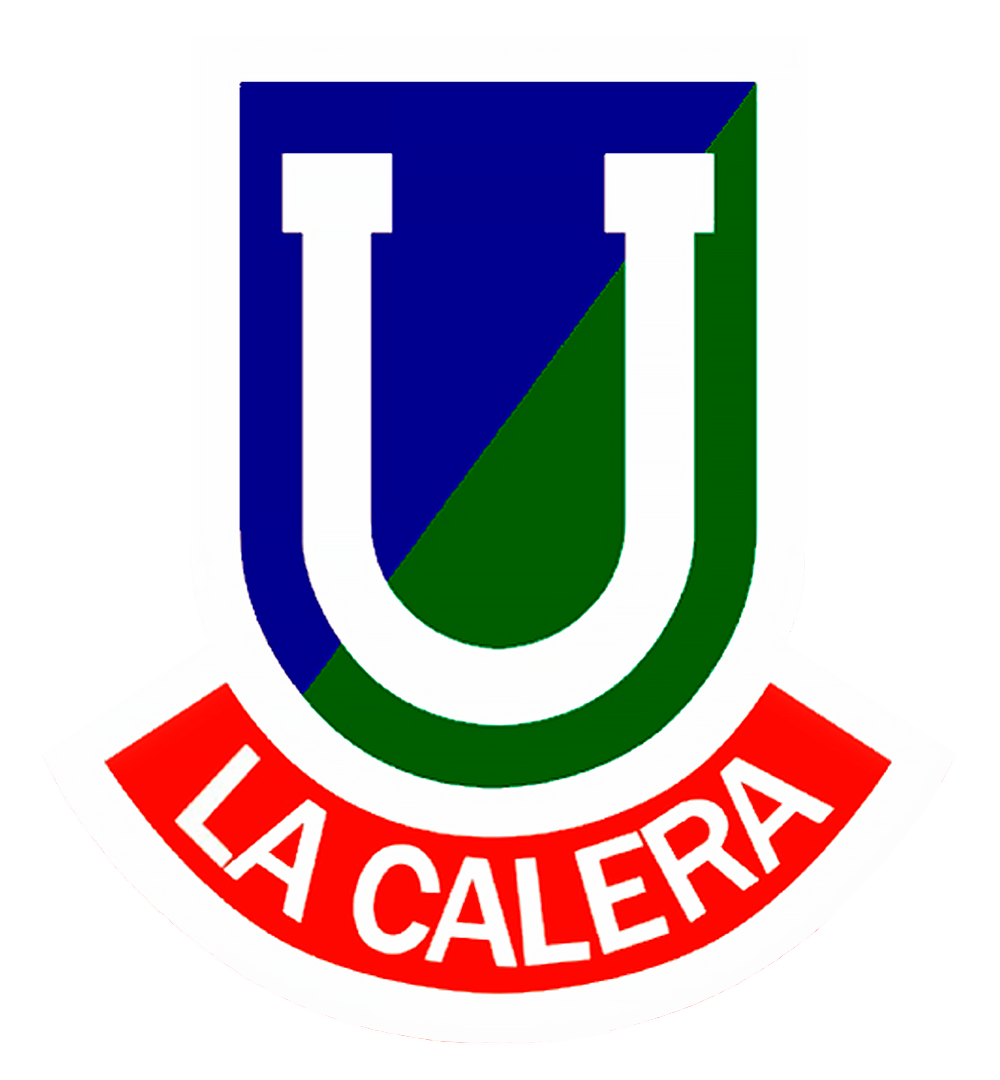
Escudo tradicional del equipo utilizado hasta el cambio en 2018.

El escudo tradicional de Unión La Calera consta de uno con los colores azul y verde partido en diagonal, con una «U» en blanco y bordes del mismo color. Debajo, sobre un fondo rojo se presenta «La Calera». A mediados de 2018 este escudo fue registrado para fines comerciales por Sabino Jadue, exdirigente de la institución, por lo que desde 2019 el club ocupa un escudo blanco de forma circular con borde grueso de color rojo en donde dice «Unión La Calera», y dentro de la zona blanca aparece la sigla «ULC» en tonos azulados verdosos.
Este cambio fue resistido por los fanáticos, quienes realizaron manifestaciones en La Calera, e iniciaron una campaña en redes sociales para restablecer el escudo histórico. En 2021 el tradicional escudo volvió a las camisetas, esta vez en conjunto con la nueva insignia.

## Uniforme
El primer uniforme del club, cuando era Deportes La Calera, fue de color azul, que era el representativo de los clubes Tifón y Cóndor, que se fusionaron con Calera Comercio, que ocupaba un uniforme rojo. Al año siguiente, con la incorporación en la fusión de Cemento Melón, de color blanco, se decidió darle protagonismo al color rojo, utilizado al club desde entonces. En 2007 los cementeros utilizaron una camiseta blanca y roja a rayas horizontales, pantalón blanco y medias blancas de uniforme titular, muy similar a la que usó el mismo equipo cuando consiguió su ascenso a la Primera División en 1984.
| Primer | Ver evolución | Actual |

## Estadio

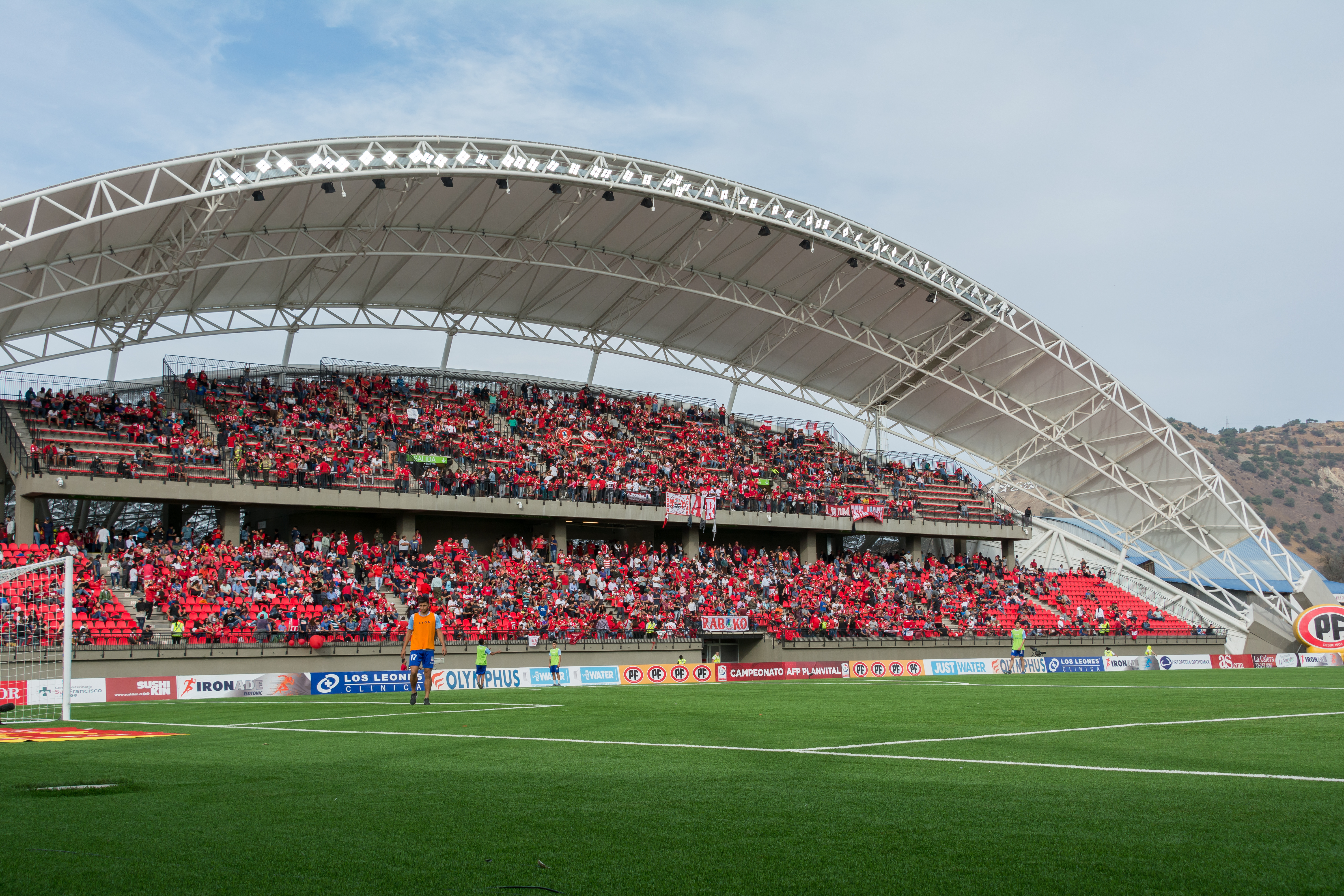
Estadio Municipal Nicolás Chahuán Nazar en 2019.

El Estadio Municipal Nicolás Chahuán Nazar se ubica en la ciudad de La Calera, en la V Región de Valparaíso, Chile. En este estadio se disputan los partidos como local de Unión La Calera. Tiene una capacidad de 9.200 espectadores y se ubica en la esquina de las calles Esmeralda y Baquedano, en La Calera.
El surgimiento de Unión La Calera en la década de los '50 a partir de la fusión de varios clubes locales, hizo que el equipo necesitara una sede para disputar sus partidos como local. Muchas de las gestiones las realizó el dirigente local Nicolás Chahuán Nazar, quien fue el que reunió las cinco mil firmas necesarias para el establecimiento del club y su afiliación a la Asociación Central de Fútbol de Chile en 1954. El estadio mismo había sido construido en un tiempo récord de dos meses en 1950.
La muerte de Nicolás Chahuán ocurrió luego de un partido que, en 1988, disputaban Unión La Calera con Santiago Wanderers. El árbitro cobró un penal de última hora que precipitó el infarto del dirigente, quien falleció horas más tarde en el hospital local. A partir de ese año, el estadio lleva el nombre del destacado dirigente.
En 2007, la ciudad postula con su estadio, a ser sede del Campeonato Mundial Femenino Sub-20 de 2008. El alcalde de la localidad postuló que el estadio es "de lujo", y requeriría de pocas reparaciones para el evento.

Los 150 millones de pesos que se adjudicó el municipio para la realización de la maqueta del esperado nuevo recinto deportivo, ahora quedarán a disposición de la firma que se adjudique la licitación. Para eso, los profesionales y representantes de distintas firmas de arquitectos estuvieron en la ciudad y visitaron el reducto del “Nicolás Chahuán” donde fueron recibidos por profesionales del Secpla del municipio, quienes les explicaron los principales requisitos para postular a construir el nuevo estadio y los guiaron en un recorrido por el recinto.
Nuevo estadio para La Calera, 2012

Según explicaron en el municipio, la idea es que la construcción del nuevo estadio considere que por ningún motivo se deben sacar el gimnasio y la piscina olímpica, lo que complica la intención de cambiar la orientación de la cancha que está de oriente a poniente. Lo ideal sería dejarla de norte a sur, como indica la norma FIFA, pero eso es lo que tendrán que resolver quienes postularán con un bosquejo de diseño.
También se pretende que el nuevo recinto deportivo de la comuna sea autosustentable, lo que según recomendaron en el municipio, podría conseguirse considerando la colocación de locales comerciales y gimnasios en el contorno del estadio. La idea es que estos recintos puedan funcionar, sin que necesariamente el estadio sea abierto para un espectáculo deportivo.
También se estima que lo más conveniente es que una primera etapa del nuevo estadio sea terminada con los 5 o 6 mil millones de pesos que se piensa podrían conseguirse en un principio, para tener un recinto operativo para 5 o 6 mil personas de capacidad. Con etapas posteriores se podría ir ampliando luego el estadio para ir adecuándolo más a los estándares internacionales.
Un mes de plazo, aunque podría ampliarse levemente, tienen los interesados para presentar sus proyectos.
- Los proyectos fueron presentados en la municipalidad de la comuna, véase los Resultados del concurso.

## Rivalidades
El máximo rival de Unión La Calera es San Luis de Quillota, cuyo primeros enfrentamientos datan de los años 1950.

### Clásico del Interior
Es el duelo disputado entre Unión La Calera y San Luis de Quillota, representando a las ciudades vecinas de La Calera y Quillota respectivamente, ambas pertenecientes a la Región de Valparaíso Interior (Provincia de Quillota) con una histórica rivalidad.
Se han enfrentado oficialmente en 125 ocasiones, en donde los canarios tienen un historial positivo con 51 triunfos a favor, mientras que los cementeros solo registran 37 triunfos, además de un registro de 37 partidos empatados.
El último encuentro oficial fue el 11 de Mayo de este mismo año en la fase de grupos de la Copa Chile, en donde Unión La Calera jugando de local empató con San Luis por 0-0

## Datos del club
- Temporadas en 1.ª: 28 (1962-1974, 1985, 2011-2015/16, 2018- )
- Temporadas en 1.ªB: 39 (1954-1961, 1975-1984, 1986-1989, 1991-1995, 2001-2010, 2016/17-2017)
- Temporadas en 3.ª: 6 (1990, 1996-2000)
- Participaciones internacionales:
  - Copa Libertadores: 1 (2021)
  - Copa Sudamericana: 4 (2019, 2020, 2022, 2024)
- Primer partido en torneos internacionales:  Unión La Calera 0 - Chapecoense 0 (Copa Sudamericana 2019)
- Mejor participación en torneos internacionales: Octavos de final (Copa Sudamericana 2020)
- Peor participación en torneos internacionales: Fase de grupos (Copa Libertadores 2021)
- Primer partido en Primera División: Ferrobádminton 5 - Unión La Calera 0 (Primera División de Chile 1962)
- Mejor puesto en Primera División: 2° (2020)
- Peor puesto en Primera División: 16° (Clausura 2016)
- Mejor puesto en Primera B: 1° (1961, 1984, Transición 2017)
- Peor puesto en Primera B: 15° (2016/17)
- Mejor puesto en Tercera División: 1° (1990, 2000)
- Peor puesto en Tercera División: 4° (1998)
- Mejor participación en Copa Chile: Semifinales (Copa Preparación 1960)
- Peor participación en Copa Chile: Último lugar (Copa Polla LAN Chile 1986) *Descenso a Segunda División.
- Mayor goleada a favor:
- Primera División:
  - Unión La Calera 7 - Rangers 0 (Primera División de Chile 1968/Torneo Promocional)
- Primera B:
  - Unión La Calera 8 - Santiago National 1 (Segunda División de Chile 1955)
- Tercera División:
  - Unión La Calera 10 - Deportes San Bernardo 0 (Tercera División de Chile 1998/Primera Fase, Grupo Norte)
- Copa Chile:
  - Unión La Calera 4 - San Luis 2 (Copa Chile 1959)
- Mayor goleada en contra:
- Copa Libertadores:
  - Flamengo 4 - Unión La Calera 1 (Copa Libertadores 2021)
- Copa Sudamericana:
  - Universidad Católica de Ecuador 4 - Unión La Calera 0 (Copa Sudamericana 2024)
- Primera División:
  - Unión La Calera 1 - Palestino 8 (Primera División de Chile 1974)
- Primera B:
  - Unión La Calera 0 - Unión San Felipe 6 (Primera B de Chile 2006)
- Tercera División:
  - San Luis 5 - Unión La Calera 1 (Tercera División de Chile 1998)
- Copa Chile:
  - San Luis 7 - Unión La Calera 0 (Copa DIGEDER 1988)

## Jugadores
| Futbolista       | Goles |
| ---------------- | ----- |
| Osvaldo Castro   | 72    |
| Pedro Graffigna  | 50    |
| Leandro Benegas  | 36    |
| Sebastián Sáez   | 35    |
| José Torres      | 34    |
| Manuel Saavedra  | 33    |
| Moisés Silva     | 31    |
| Andrés Vilches   | 22    |
| Sergio Cabrera   | 22    |
| Lucas Passerini  | 19    |
| Jean Paul Pineda | 19    |
| Gerardo Delgado  | 17    |
| Juan Herrera     | 17    |

| Futbolista             | Partidos |
| ---------------------- | -------- |
| Osvaldo Castro         | 143      |
| Esteban Valencia Reyes | 142      |
| Christian Vilches      | 135      |
| Erick Wiemberg         | 108      |
| Gonzalo Castellani     | 103      |
| Yonathan Andía         | 100      |
| Francisco Bahamondes   | 97       |
| Matías Cavalleri       | 97       |
| Sebastián Sáez         | 89       |
| Nicolás Orellana       | 85       |

Negrita: Juega Actualmente en el Club

### Plantilla 2025
- Por disposición de la Asociación Nacional de Fútbol Profesional (ANFP), los equipos chilenos en la Liga de Primera están limitados a tener en su plantel un máximo de seis futbolistas extranjeros, más un juvenil extranjero inscrito en el fútbol formativo desde el año 2023, pero:
  - Sebastián Sáez posee la doble nacionalidad argentina y chilena.
  - Axel Encinas pertenece al registro del fútbol joven.
- Por disposición de la ANFP, el número de las camisetas no puede sobrepasar al número de jugadores inscritos.
- Por disposición de la ANFP, el plantel debe utilizar al menos 1890 minutos a juveniles chilenos nacidos a partir del 1 de enero de 2004.

### Altas 2025
| Jugador              | Posición      | Procedencia               | Tipo     |
| -------------------- | ------------- | ------------------------- | -------- |
| Martín Ballesteros   | Portero       | Colo-Colo                 | Préstamo |
| Felipe Campos        | Defensa       | Everton                   | Libre    |
| Javier Saldías       | Defensa       | Universidad de Concepción | Libre    |
| Christopher Díaz     | Defensa       | Rangers                   | Libre    |
| Felipe Yáñez         | Defensa       | Colo-Colo                 | Préstamo |
| Fabrizio Tomarelli   | Defensa       | San Luis                  | Libre    |
| Diego Monreal        | Defensa       | Audax Italiano            | Préstamo |
| Juan Méndez          | Mediocampista | Curicó Unido              | Libre    |
| Camilo Moya          | Mediocampista | O'Higgins                 | Libre    |
| Erik de los Santos   | Mediocampista | Racing                    | Préstamo |
| Cristian Insaurralde | Delantero     | Cobreloa                  | Préstamo |
| Ignacio Mesías       | Delantero     | Deportes Concepción       | Libre    |
| Sebastián Sáez       | Delantero     | Huachipato                | Libre    |
| Franco Lobos         | Delantero     | Cobresal                  | Libre    |
| Franco López         | Delantero     | Deportes Tolima           | Libre    |
| Francisco Rivera     | Delantero     | Colo-Colo                 | Préstamo |
| Martín Hiriart       | Delantero     | Universidad Católica      | Préstamo |
| Invierno             |               |                           |          |
| Leandro Benegas      | Delantero     | O'Higgins                 | Libre    |
| Kevin Méndez         | Mediocampista | Chungnam Asan             | Libre    |
| Alexander Pastene    | Defensa       | Deportes Linares          | Préstamo |

### Bajas 2025
| Jugador              | Posición      | Destino              | Tipo            |
| -------------------- | ------------- | -------------------- | --------------- |
| Matías Ibáñez        | Portero       | Olimpo               | Libre           |
| Joshua Tapia         | Portero       | Brujas de Salamanca  | Libre           |
| Ezequiel Parnisari   | Defensa       | San Miguel           | Libre           |
| Enzo Ferrario        | Defensa       | Audax Italiano       | Libre           |
| Raimundo Rebolledo   | Defensa       | Everton              | Libre           |
| Bruno Romo           | Defensa       | Santiago City        | Libre           |
| Alejandro Henríquez  | Defensa       | Trasandino           | Fin de préstamo |
| Esteban Valencia     | Mediocampista | Ñublense             | Libre           |
| Pablo Parra          | Mediocampista | Palestino            | Libre           |
| Matías Muñoz         | Mediocampista | All Boys             | Fin de préstamo |
| Mauricio Olivares    | Mediocampista | Universidad de Chile | Fin de préstamo |
| Matías Cavalleri     | Delantero     | Paysandu             | Libre           |
| Renato Huerta        | Delantero     | Universidad de Chile | Fin de préstamo |
| Emmanuel Gigliotti   | Delantero     | Colón                | Libre           |
| Franco Soldano       | Delantero     | Defensor Sporting    | Libre           |
| Walter Ponce         | Delantero     | Cobreloa             | Libre           |
| David Romero         | Delantero     | Talleres             | Fin de préstamo |
| Invierno             |               |                      |                 |
| Franco López         | Delantero     | Progreso             | Rescisión       |
| Cristian Insaurralde | Delantero     | Cobreloa             | Rescisión       |

## Entrenadores

### Cronología[11]
- Messabra (1954)
- Mario Pretto (1954-1955)
- Guillermo Saavedra (1954)
- Óscar Andrade (1954)
- Luis Vidal (1954)
- Sergio Cruzat (1955–1956)
- Raúl Román (1956)
- José Manuel Ufano (1957)
- Julio Varela Campos (1957)
- Salvador Biondi (1958)
- Donato Hernández (1959-1960)
- Óscar Andrade (1960-1962)
- Ladislao Pakozdi (1962)
- Raúl Marchant (1963)
- Salvador Biondi (1964)
- Julio Baldovinos (1965)
- José María Lourido (1965-1966)
- Isaac Carrasco (1966)
- Carlos Marchant (1966)
- Raúl Pino (1966)
- Salvador Biondi (1967)
- Francisco Torres (1967-1968)
- Ladislao Pakozdi (1968)
- Armando Aravena (1968)
- Sergio Cruzat (1969-1970)
- Donato Hernández (1970)
- René García (1970)
- Comisión Directiva con Rómulo Betta (1970)
- José María Lourido (1970-1971)
- Óscar Andrade (1972)
- René García (1972)
- Jorge Venegas (1973)
- Sasha Mitjaew (1973-1974)
- Ramón Estay (1973-1974)
- José María Lourido (1974)
- Ramón Estay (1975)
- Rodrigo Salazar (1975)
- Salvador Biondi (1975)
- José María Lourido (1976)
- Viterbo Valdivia (1976)
- Julio Varela (1976)
- Donato Hernández (1976-1977)
- Rubén Mondaca (1977)
- Sergio Cruzat (1977)
- Jorge Toro (1978)
- Jaime Ramírez (1979)
- Viterbo Valdivia (1979)
- Óscar Andrade (1979)
- Antonio Vargas (1980)
- Carlos Contreras (1980-1981)
- Óscar Andrade (1981)
- Viterbo Valdivia (1981)
- Alfonso Sepúlveda (1981-1982)
- Luis Anabalón (1983)
- Rolando Torino Flores (1983)
- Fidel Zuleta (1983)
- Alfonso Sepúlveda (1983–1984)
- Jorge Toro (1984)
- Fidel Zuleta (1984)
- Alfonso Sepúlveda (1985-1986)
- Rolando García (1986)
- Álex Veloso (1986)
- Viterbo Valdivia (1986)
- Luis Anabalón (1986)
- Viterbo Valdivia con Fidel Zuleta (1987)
- Ricardo Horta (1987)
- Viterbo Valdivia (1987)
- Wilson Castillo (1987)
- Alfonso Sepúlveda (1987)
- Antonio Vargas (1988)
- Fidel Zuleta (1989)
- Ramón Estay (1989)
- Viterbo Valdivia (1990)
- Manuel Gaete (1990-1992)
- Manfredo Gónzález (1993)
- Comisión Fútbol (1993)
- Luis Ramírez (1993)
- Alfonso Sepúlveda (1993-1994)
- Manuel Gaete (1994-1995)
- Antonio Vargas (1995)
- José González (1995)
- Alfredo Núñez (1996-1997)
- Alfonso Sepúlveda (1997-1998)
- Alfredo Núñez (1998)
- Hernán Castro (1999)
- Rodolfo Dubó (2000)
- Horacio Rivas (2001)
- Manuel Gaete (2002)
- Hernán Ibarra (2002)
- Luis Marcoleta (2003)
- Jorge Luis Siviero (2004)
- Alfredo Núñez (2004-2005)
- Nicola Hadwa (2005)
- Alexis Ortega (2005)
- Alfredo Núñez (2006)
- Hernán Ibarra (2006-2007)
- Claudio Nigretti (2007)
- Alexis Ortega (2007)
- Jorge Socías (2007-2008)
- Alexis Ortega (2008)
- Jorge Contreras (2008-2009)
- Alexis Ortega (2009)
- Miguel Alegre (2009)
- Víctor Milanese Comisso (2009)
- Emiliano Astorga (2010-2012)
- Raúl Toro (2012)
- Néstor Craviotto (2013-2014)
- Ariel Pereyra (2014-2015)
- Miguel Riffo (2015-2016)
- Leonardo Ramos (2016)
- Mario Pobersnik (2016)
- Humberto Grondona (2016)
- Christian Lovrincevich (2017)
- Víctor Rivero (2017-2018)
- Francisco Meneghini (2018-2019)
- Walter Coyette (2019)
- Juan Pablo Vojvoda (2020-2021)
- Luca Marcogiuseppe (2021)
- Francisco Meneghini (2021)
- Martín Anselmi (2022)
- Carlos Galdames (2022)
- Federico Vilar (2022)
- Gerardo Ameli (2023)
- Carlos Galdames (2023)
- Martín Cicotello (2023)
- Manuel Fernández (2024)
- Carlos Galdames (2024)
- Walter Lemma (2024-)

## Palmarés

### Torneos nacionales
- Primera B de Chile (3): 1961, 1984, Transición 2017
- Tercera División de Chile (2): 1990, 2000
- Subcampeón de la Primera División de Chile (1): 2020
- Subcampeón de la Primera B de Chile (2): 1955, 2010
- Subcampeón de la Tercera División de Chile (1): 1999

### Torneos amistosos
- Copa Aspillaga Hornauer: 2023[12][13]
- Copa La Cruz Inmobiliaria: 2018

### Torneos amistosos internacionales
- Copa Desafío Internacional: 2022[14][15]